# Tyler Zeller
Tyler Paul Zeller (ur. 17 stycznia 1990 w Visalia) – amerykański koszykarz, występujący na pozycji środkowego.
W 2008 został uznany najlepszym koszykarzem szkół średnich stanu Indiana (Indiana Mr. Basketball, Indiana Gatorade Player of the Year). Wystąpił wtedy także w meczu gwiazd szkół średnich, w USA – McDonald’s All-American Game.
Karierę koszykarską rozpoczął podczas studiów na uniwersytecie Karoliny Północnej. Po ukończeniu studiów zgłosił się do draftu NBA 2012, w którym to został wybrany z numerem 17 przez Dallas Mavericks. Jeszcze podczas trwania draftu został wymieniony do Cleveland Cavaliers. 10 lipca 2014, w ramach wymiany trzech klubów, trafił do Boston Celtics.
2 lipca 2017 został zwolniony przez Boston Celtics. 12 września podpisał umowę z Brooklyn Nets. 5 lutego 2018 trafił do Milwaukee Bucks w wyniku wymiany za Rashada Vaughna i prawo do wyboru II rundy draftu. 13 października został zwolniony.
7 marca 2019 podpisał 10-dniową umowę z Atlantą Hawks. 5 kwietnia zawarł kontrakt do końca sezonu z Memphis Grizzlies. 28 września dołączył do obozu szkoleniowego Denver Nuggets. 18 października opuścił klub.
24 czerwca 2020 został zawodnikiem San Antonio Spurs.
W NBA występuje też jego młodszy brat Cody, a w przeszłości występował także starszy Luke (Phoenix Suns).

## Osiągnięcia
Stan na 29 listopada 2020, na podstawie, o ile nie zaznaczono inaczej.
NCAA
- Mistrz:
  - NCAA (2009)
  - sezonu zasadniczego konferencji Atlantic Coast (ACC – 2009, 2011, 2012)
- Uczestnik rozgrywek Elite Eight turnieju NCAA (2009, 2011, 2012)
- Zawodnik roku:
  - konferencji Atlantic Coast (2012)[14]
  - Academic All-America (2012)
- Zaliczony do:
  - I składu:
    - ACC (2012)
    - turnieju:
      - ACC (2011, 2012)
      - Puerto Rico Tip-Off Classic (2011)

  - II składu:
    - ACC (2011)
    - All-American (2012)

NBA
- Zaliczony do II składu debiutantów NBA (2013)[15]
- Uczestnik Rising Stars Challenge (2013)